# Públicos do Bangu Atlético Clube

## Maiores públicos do Bangu
Exceto quando informados os públicos presente e pagante, os demais referem-se aos pagantes, acima de 70.000 presentes.
1. Bangu 2–1 Madureira, 160.342, 19 de agosto de 1973. (*)
2. Bangu 3–0 Flamengo, 143.978, 18 de dezembro de 1966.
3. Bangu 1–2 Botafogo, 111.641, 17 de dezembro de 1967 (91.881 pagantes).
4. Bangu 0–3 Flamengo, 107.474, 4 de maio de 1980. (*)
5. Bangu 0–2 America, 106.525, 31 de maio de 1970. (**)
6. Bangu 1–3 Flamengo, 96.187, 25 de novembro de 1963.
7. Bangu 2–1 Flamengo, 93.433, 15 de dezembro de 1985.
8. Bangu 1–0 Fluminense, 92.961, 6 de janeiro de 1952 (81.166 pagantes).
9. Bangu 1–1 Coritiba, 91.527, 31 de julho de 1985.
10. Bangu 1–2 Fluminense, 88.162, 18 de dezembro de 1985.
11. Bangu 0–2 Fluminense, 78.849, 20 de janeiro de 1952 (68.820 pagantes).
12. Bangu 1–3 Fluminense, 75.106,  20 de dezembro de 1964.
13. Bangu 0–1 Flamengo, 74.154, 1 de dezembro de 1983.
14. Bangu 0–1 Flamengo, 70.066, 8 de dezembro de 1985.

(*) rodada dupla
(**) rodada tripla

## Maiores públicos do Bangu exceto rodadas duplas e triplas
1. Bangu 3–0 Flamengo, 143.978, 18 de dezembro de 1966.
2. Bangu 1–2 Botafogo, 111.641, 17 de dezembro de 1967 (91.881 pagantes).
3. Bangu 1–3 Flamengo, 96.187, 25 de novembro de 1963.
4. Bangu 2–1 Flamengo, 93.433, 15 de dezembro de 1985.
5. Bangu 1–0 Fluminense, 92.961, 6 de janeiro de 1952 (81.166 pagantes).
6. Bangu 1–1 Coritiba, 91.527, 31 de julho de 1985.
7. Bangu 1–2 Fluminense, 88.162, 18 de dezembro de 1985.
8. Bangu 0–2 Fluminense, 78.849, 20 de janeiro de 1952 (68.820 pagantes).
9. Bangu 1–3 Fluminense, 75.106,  20 de dezembro de 1964.
10. Bangu 0–1 Flamengo, 74.154, 1 de dezembro de 1983.

Segundo maior público contra o Botafogo
Bangu 1–0 Botafogo, 64.531, 7 de novembro de 1983.
Maiores públicos contra o Vasco
Presentes:
1. Bangu 1–2 Vasco, 60.030, 31 de março de 1968 (48.206 pagantes).
2. Bangu 2–6 Vasco, 59.845, 7 de setembro de 1952 (51.547 pagantes).

Pagante:
1. Bangu 2–3 Vasco, 58.140, 27 de agosto de 1950.

Maiores públicos contra o America
Exceto a rodada tripla.
1. Bangu 3–1 America, 38.774 6 de novembro de 1983 (33.625 pagantes).[1]
2. Bangu 2–2 America, 38.646, 18 de novembro de 1951 (29.380 pagantes).
3. Bangu 3–1 America, 37.193, 7 de janeiro de 1951.[2]
4. Bangu 1–3 America, 33.515, 7 de outubro de 1950.